# Valentin Držkovic
Valentin Držkovic (10. února 1888 Velká Polom – 27. října 1969 Opava) byl český malíř a grafik. Patří k nejvýznamnějším uměleckým osobnostem první poloviny 20. století na Ostravsku.

## Životopis

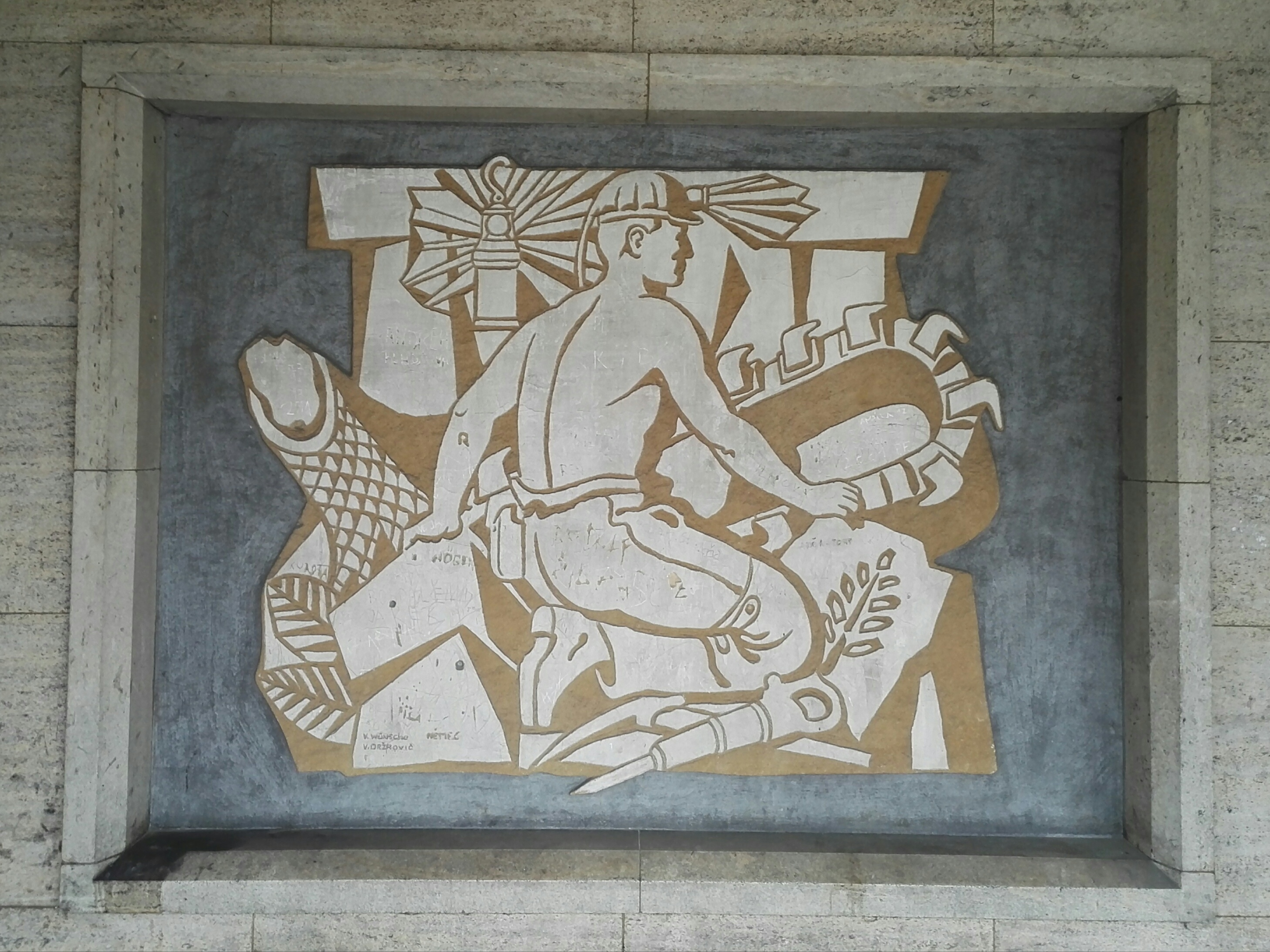
Sgrafito horníka vytvořené roku 1961 ve spolupráci s Vilémem Wünschem

Ačkoli vystudoval teologii a dne 4. 7. 1911 byl vysvěcen na kněze, svůj smysl života nalezl až v malířství. Po studiu teologie suploval jako kněz jeden rok na Arcibiskupském gymnáziu v Kroměříži, poté začal studovat malbu a grafiku na vídeňské akademii (4 roky) s návaznou mistrovskou akademií (1916–1920). Na hodnocení ročníkových prací závisel další postup. Stále studoval v kolárku a jeho ročníkové práce na mistrovské akademii postupně byly: Odpočinek svaté rodiny na útěku do Egypta (lept), Modlitba Páně (lept), Samaritánka u studny (litografie), čtvrtý rok uzavřel lept Abrahám obětuje Izáka. Po absolvování mistrovské akademie odešel na studia do speciální školy Hanse Bühlera (žáka Hanse Thomy) v Karlsruhe. Zde se v letech 1920–1921 učil pracovat s temperou, ale vytvořil i díla Ikaros (suchá jehla) včetně litografií K vyšším cílům, Vyhnání Adama a Eva z ráje a dalších. Protože nemohl řádně vykonávat práci kněze, tak se ve svých 33 letech kněžství vzdal a za to jej rodina zavrhla. Začal podnikat řadu studijních cest po Evropě, kdy navštívil např. Francii, Itálii, Německo a Podkarpatskou Rus.
Zpočátku byl velmi ovlivněn secesí a impresionismem. V této fázi svého uměleckého života se věnoval především portrétní malbě. Ve svém díle kladl důraz na psychologii portrétovaných postav. Modelem mu byli dělníci, tuláci, služky, ale také členové rodiny a přátelé. V roce 1929 namaloval obraz „Haldy“ se silným sociálním akcentem, který byl příznivě přijat i pařížskou kritikou na Salonu nezávislých (Salon des Indépendants).
Neméně významné byly i jeho grafiky, ve kterých se prolínala sociální problematika s výjevy z rodného kraje. Často také zachycoval venkovský život. Jeho teologické vzdělání pak stojí za náboženským charakterem některých jeho děl.
Zemřel roku 1969 v Opavě a je pohřben na místním hřbitově ve Velké Polomi.

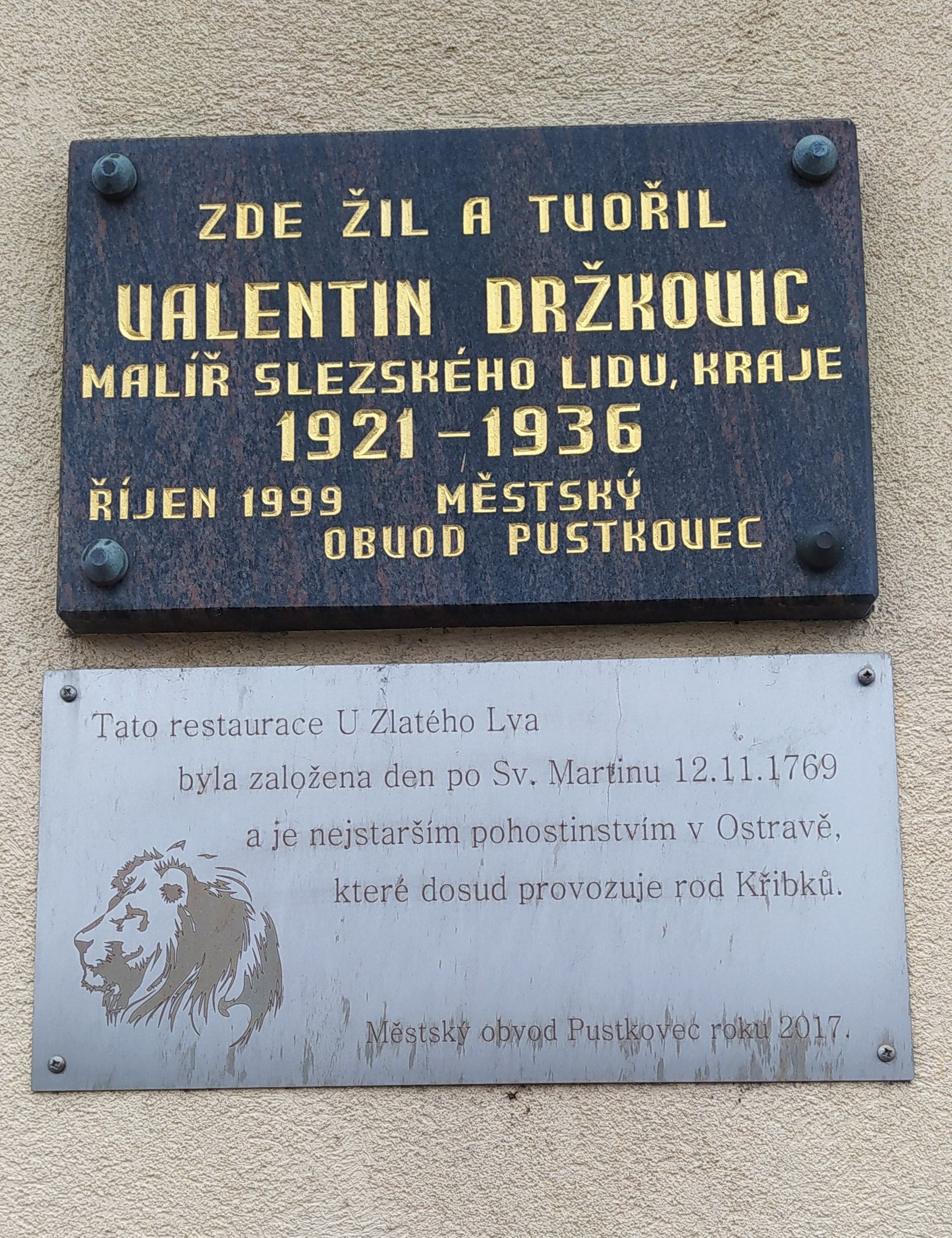
Pamětní deska na restauraci U Zlatého lva

## Další informace
V roce 1911 se s bohoslovci, mezi nimiž byl i kardinál Lev Skrbenský z Hříště, zúčastnil poutě do Lurd.  
Na venkovní stěně nejstarší ostravské hospody U Zlatého lva v Ostravě Pustkovci je umístěna pamětní deska Valentina Držkovice, který zde v letech 1921–1936 měl svůj ateliér.Valentin Držkovic se také přátelil s básníkem Petrem Bezručem.